# Barcouço
Barcouço é uma povoação portuguesa sede da Freguesia de Barcouço do Município de Mealhada, freguesia que tem 21,31 km² de área e 2090 habitantes (censo de 2021), tendo, por isso, uma densidade populacional de 98,1 hab./km².

## Demografia
A população registada nos censos foi:
| Distribuição da População por Grupos Etários | Distribuição da População por Grupos Etários | Distribuição da População por Grupos Etários | Distribuição da População por Grupos Etários | Distribuição da População por Grupos Etários |
| -------------------------------------------- | -------------------------------------------- | -------------------------------------------- | -------------------------------------------- | -------------------------------------------- |
| Ano                                          | 0-14 Anos                                    | 15-24 Anos                                   | 25-64 Anos                                   | > 65 Anos                                    |
| 2001                                         | 338                                          | 267                                          | 1173                                         | 369                                          |
| 2011                                         | 304                                          | 231                                          | 1165                                         | 452                                          |
| 2021                                         | 235                                          | 199                                          | 1092                                         | 564                                          |

## Localidades
A freguesia é composta pelas seguintes localidades: Adões, Barcouço, Cavaleiros, Ferraria, Grada, Pisão, Quinta Branca, Rio Covo, Santa Luzia e Sargento-Mor.

## História
Existem alguns vestígios arqueológicos da época romana, que permitem localizar a origem do povoado no local conhecido por Igreja Velha.
Existem também referências de que o Barcouço teria igreja "própria" com padroeiros leigos, mas que no século XVIII era já apresentada pelo Bispo de Coimbra por concurso sinodal.
No aspeto administrativo, o Barcouço terá pertencido ao concelho de Ançã até 1853, ano em que ocorreu uma importante reforma em Portugal, tendo nessa altura passado a integrar o concelho da Mealhada.

## Geografia
Encontra-se perto de grandes centros urbanos (cidades de Coimbra e Aveiro), com um acesso vasto às grandes vias rodoviárias (A1, IP3, IC2).
Conta com uma oferta diversificada de serviços, nomeadamente, Infantário, escola primária, centro de dia, instituição bancária, posto de correios, mini mercados, pastelaria, padaria, restaurantes, centro de saúde, clínica dentária, farmácia, pavilhão desportivo
Possui uma enorme riqueza gastronômica, representada por um vasto leque de restaurantes, com uma oferta diversificada que vai desde o famoso leitão à Bairrada, ao tradicional cabrito, chanfana e grelhados que também ocupam um lugar de destaque, assim como uma riqueza vitivinícola diversificada.
A Feira de Santa Luzia, que se realiza todos os dias 5 e 19 de cada mês na intersecção do IC2 com a povoação de Santa Luzia, reúne sempre um grande aglomerado de povo à procura dos produtos hortícolas mais frescos, de alfaias e, igualmente, de vestuário diversificado.
Barcouço é ainda a sede do Futebol Clube de Barcouço, fundado em 1937, competindo no Campeonato de Futsal Distrital de Aveiro -  1ª Divisão.
As localidades de Sargento-Mor e Adões, repartem o seu território pelos distritos de Aveiro e Coimbra, ou seja, pertencendo ao município da Mealhada (distrito de Aveiro) e município de Coimbra (distrito de Coimbra). Mais curiosa é a situação de Santa Luzia, que pertence à freguesia do Barcouço e de Casal Comba (concelho da Mealhada e Distrito de Aveiro), e pertence também à freguesia de Souselas (Distrito de Coimbra).

## Património
- Igreja Matriz da Nossa Senhora do Ó
- Capelas de São José, de São Tomé, de Santa Luzia, de Santo António e de Santo Amaro
- Cruzeiro
- Casa antiga perto da igreja
- Vestígios arqueológicos
- Ruínas do rio Covo